# 宋河粮液
宋河粮液是河南鹿邑出产的一种浓香型白酒。源于1968年当局合并二十余个酒坊成立河南省鹿邑曲酒厂后，所开发出的产品。宋河粮液推出后广受欢迎并多次获奖，后荣获中华老字号之称；酒厂为进一步开发市场因而随产品名称而改名宋河酒厂。除中高档宋河粮液外，尚有中低档的鹿邑大曲。2002年9月被辅仁药业收购，但2019年下半年又传因母公司资金链断裂，酒厂再次停产。宋河粮液为豫酒六朵金花之一（宝丰酒、张弓酒、杜康酒、宋河粮液、仰韶酒、赊店老酒）。